# Iben Snebang Kristensen
Iben Snebang Kristensen, född 14 april 1973 i Esbjerg, är en dansk skådespelerska och filmproducent.

## Filmografi
- 2023 - Agent
- 2022 - Elvira
- 2021 - Furia
- 2019 - Eld & lågor
- 2004 – Min søsters børn i Ægypten
- 2004 – Tid til forandring
- 2003 – Zafir
- 2003 – Dogville
- 2003 – Dogville Confessions
- 2003 – Se til venstre, der er en Svensker
- 2003 – It's all about love
- 2002 - Okay
- 2001 – Et rigtigt menneske
- 2001 – Flygande farmor
- 2001 – Kys kys
- 2000 – Dykkerne
- 1999 – Bornholms eko
- 1999 – Bye Bye Bluebird
- 1999 – Under overfladen
- 1997 – Den sista vikingen
- 1996 - Portland
- 1996 – De største helte
- 1996 – Skyernes skygge rammer mig